# Луговка (приток Пижмы)
Луговка — река в России, протекает в Тоншаевском районе Нижегородской области. Устье реки находится в 276 км по правому берегу реки Пижма. Длина реки составляет 13 км.
Исток реки у деревни Луговка (Увийский сельсовет) в 10 км к востоку от посёлка Тоншаево. Река течёт на северо-запад, протекает деревни Красное и Фирстово, впадает в Пижму в 5 км к северо-востоку от Тоншаева.

## Данные водного реестра
По данным государственного водного реестра России относится к Камскому бассейновому округу, водохозяйственный участок реки — Вятка от города Котельнич до водомерного поста посёлка городского типа Аркуль, речной подбассейн реки — Вятка. Речной бассейн реки — Кама.
Код объекта в государственном водном реестре — 10010300412111100036399.